# Richard Eybner
Richard Eybner (né le 17 mars 1896 à Sankt Pölten, mort le 20 juin 1986 à Vienne) est un acteur autrichien.

## Biographie
Eybner est issu de la classe moyenne, il est le fils du maître de poste et 18e bourgmestre de St. Pölten Otto Eybner (1856-1917) et de son épouse Leopoldine Pittner, sœur de l'hôtelier Franz Pittner. Il étudie à l'école de commerce de Vienne puis est enrôlé dans l'armée pendant la Première Guerre mondiale. De 1915 à 1920, il est prisonnier de guerre. Après la guerre, il travaille comme employé de banque et guide touristique. À cette époque, il rejoint l'association Schlaraffia. Il s'essaie également au théâtre et fait ses débuts à Korneuburg en 1926. Après avoir passé l'examen professionnel d'artiste en 1927, il est artiste de cabaret, apparaissant dans les cabarets viennois Femina, Colosseum et Simpl. Puis il fait des tournées dans les pays des germanophones.
En 1929, Eybner décide finalement de devenir comédien et termine la première année du séminaire Max-Reinhardt en 1930. Il apparaît dans La Nuit des rois de Shakespeare, mis en scène par Max Reinhardt, au Schlosstheater Schönbrunn. En 1930, il apparaît pour la première fois au Festival de Salzbourg dans le rôle de Dünner Vetter dans Jedermann.
De 1931 jusqu'à sa mort, Richard Eybner est membre de l'ensemble du Burgtheater de Vienne, où il excelle particulièrement dans les pièces de Johann Nestroy et Ferdinand Raimund. En 1931, il fait également ses débuts au cinéma. Eybner fait des apparitions au Deutsches Theater de Berlin (1930), à l'Opéra d'État de Vienne (à partir de 1934), à l'Opéra populaire (à partir de 1947) et au Theater an der Wien (à partir de 1948) , ainsi qu'au festival de Brégence et au festival de Salzbourg. Il connaît notamment le succès à partir de 1948 en tant que Frosch dans l'opérette Die Fledermaus ou en tant qu'Enterich dans Der Bettelstudent.
Eybner milite pour le NSDAP le 30 mai 1933, mais prend son adhésion seulement le 12 mars 1940 et est admis le 1er avril 1940 (numéro de membre 9.017.259). Après l'Anschluss, il utilise ses meilleures relations dans les cercles nazis et est présent lors d'événements politiques du parti, comme l'exposition "Notre armée" en mai 1944. Eybner figure sur la Gottbegnadeten-Liste du ministère de l'Éducation du peuple et de la Propagande du Reich. Eybner ne fera pas l'objet d'un procès après la Seconde Guerre mondiale, Eybner est cependant suspendu du Burgtheater de mai 1945 à 1946.
Il joue dans un grand nombre de films de l'après-guerre, essentiellement des rôles de figuration. Il connaît un succès particulier dans la récitation de poèmes dialectaux de poètes autrichiens tels que Josef Weinheber, Georg Strnadt ou Hans Carl Artmann.
Le Kammerschauspieler et plus tard professeur Richard Eybner reçoit la médaille d'honneur d'argent de la capitale fédérale de Vienne en 1966. Il est membre honoraire du Rotary Club de Krems-Wachau et de 1975 à 1980 Président du Club autrichien des amis des chats KKÖ. En 1986, il publie ses mémoires.
Richard Eybner prend sa retraite du Burgtheater en 1972, mais revient au théâtre grâce au metteur en scène Achim Benning et reste acteur jusqu'à sa mort en 1986. Son 90e anniversaire est célébré avec une représentation de Freiheit in Krähwinkel de Nestroy.
Au cours des dernières années de sa vie, Eybner souffre d'un décollement de la rétine et est presque complètement aveugle, mais toujours très agile. Par exemple, il assiste au bal de l'opéra de Vienne l'année de sa mort.
Eybner fait campagne contre l'énergie nucléaire en Autriche à partir de 1971. Il participe au premier rassemblement organisé par Walther Soyka et sa famille contre la construction de la centrale nucléaire de Zwentendorf. Eybner est l'un des fondateurs de la résistance européenne à l'utilisation pacifique de l'énergie atomique. Ebyner est franc-maçon. L'œuvre de Richard Eybner en tant qu'opposant à l'énergie nucléaire est commémorée dans la loge du franc-maçon d'Oberneuland Zum Aufgehenden Licht et au musée international de la franc-maçonnerie à Oberneuland.

## Filmographie
- 1931 : Purpur und Waschblau
- 1931 : Le Grand Amour
- 1933 : Wenn du jung bist, gehört dir die Welt (de)
- 1934 : Parade de printemps
- 1934 : Peter (de)
- 1935 : Petite Maman
- 1935 : Tanzmusik
- 1935 : Es flüstert die Liebe
- 1936 : Le Postillon de Lonjumeau
- 1936 : Unsterbliche Melodien
- 1936 : Fräulein Lilli (de)
- 1936 : Hannerl und ihre Liebhaber
- 1936 : Lumpacivagabundus
- 1937 : Première
- 1937 : Sein letztes Modell
- 1938 : Sourires de Vienne
- 1938 : Ihr Leibhusar
- 1938 : Le Mystère de la treizième chaise (de)
- 1939 : Grenzfeuer
- 1939 : On a volé un homme (de)
- 1940 : Der liebe Augustin
- 1941 : Dreimal Hochzeit
- 1941 : Entrez dans la danse (de)
- 1942 : Aimé des dieux
- 1943 : Zwei glückliche Menschen
- 1943 : Die kluge Marianne
- 1943 : Rêve blanc
- 1943 : Reisebekanntschaft
- 1945 : Wie ein Dieb in der Nacht
- 1947 : Liebe nach Noten
- 1948 : Ein Mann gehört ins Haus (de)
- 1948 : The Mozart Story (en)
- 1949 : Eroïca
- 1949 : Märchen vom Glück (de)
- 1949 : Amour d'enfer (de)
- 1950 : Der Seelenbräu (de)
- 1950 : Das Kind der Donau (de)
- 1951 : Der Fünfminutenvater
- 1951 : La Guerre des valses
- 1951 : Das Herz einer Frau
- 1951 : Valentins Sündenfall
- 1951 : À deux dans une auto (de)
- 1952 : Hallo Dienstmann
- 1952 : Saison in Salzburg (de)
- 1952 : Seesterne (de)
- 1953 : Pünktchen und Anton (de)
- 1953 : Franz Schubert – Ein Leben in zwei Sätzen (de)
- 1954 : Der Färber und sein Zwillingsbruder (TV)
- 1954 : Schicksal am Lenkrad (de)
- 1954 : Der Komödiant von Wien (de)
- 1955 : Trois Hommes dans la neige
- 1955 : Mam'zelle Cri-Cri
- 1955 : La Patronne de la Couronne d'or (de)
- 1955 : Sissi
- 1956 : ...und wer küßt mich? / Ein Herz und eine Seele
- 1956 : Einen Jux will er sich machen (TV)
- 1956 : Wilhelm Tell
- 1956 : La Fortune sourit aux vagabonds
- 1956 : Sissi impératrice
- 1957 : Scherben bringen Glück (de)
- 1957 : Le Plus Beau Jour de ma vie
- 1958 : Eva küßt nur Direktoren
- 1959 : Éva ou les Carnets secrets d'une jeune fille
- 1959 : Brillanten aus Wien (TV)
- 1960 : Mélodie de l'adieu
- 1960 : Le Page du roi Gustave Adolphe (de)
- 1961 : Anatol (TV)
- 1962 : Kaiser Joseph und die Bahnwärterstochter (TV)
- 1962 : Forever My Love
- 1962 : Der fidele Bauer (TV)
- 1962 : Das Mädl aus der Vorstadt (TV)
- 1963 : Liliom (TV)
- 1963 : Der Schauspieldirektor (TV)
- 1964 : Wo bleibt die Moral? (TV)
- 1964 : Der Verschwender
- 1964 : Die schlimmen Buben in der Schule (TV)
- 1965 : Othello, der Mohr in Wien (TV)
- 1965 : An der Donau, wenn der Wein blüht
- 1970 : Der Feldherrnhügel (TV)
- 1972 : Fritz Muliar Schau: Was ist Freundschaft? (TV)
- 1977 : Mich hätten Sie sehen sollen! (TV)
- 1983 : Ringstraßenpalais (série télévisée), épisode 'Die Entscheidung
- 1984 :Tatort: Mord in der U-Bahn (de) (TV)
- 1982–1985 : Die liebe Familie (de) (série télévisée, 5 épisodes)